# Велья (приток Рессеты)
Велья — река в России, протекает по Жиздринскому и Хвастовичскому районам Калужской области. Левый приток Рессеты.

## География
Река Велья берёт начало в ольховых лесах восточнее деревни Судимир. Течёт на восток, протекает через село Хвастовичи. Устье реки находится у села Красное в 67 км от устья Рассеты. Длина реки составляет 40 км, площадь водосборного бассейна — 236 км².

## Данные водного реестра
По данным государственного водного реестра России относится к Окскому бассейновому округу, водохозяйственный участок реки — Ока от города Белёв до города Калуга, без рек Упа и Угра, речной подбассейн реки — бассейны притоков Оки до впадения Мокши. Речной бассейн реки — Ока.
Код объекта в государственном водном реестре — 09010100512110000019876.